# Lucienne Day
Lucienne Day (1917-2010) est une designer textile britannique révolutionnaire, célèbre pour ses motifs audacieux qui ont redéfini le design d'intérieur du XXe siècle. Son influence perdure encore aujourd'hui, faisant d'elle une icône du design.

## Biographie
Lucienne Day, de son nom complet Désirée Lucienne Lisbeth Dulcie Conradi, est née le 5 janvier 1917 à Coulsdon, en Angleterre. Moitié belge, du côté de son père, et moitié anglaise, du côté de sa mère, Lucienne Day est issue d’une famille aisée de quatre enfants dont elle est la plus jeune et la seule fille. Elle passe ensuite toute son enfance dans la ville de Croydon, située à Londres.
Influencée par sa mère, qui était très investie dans l’entretien du jardin familial, Lucienne Day cultivait déjà un goût précoce pour les plantes. C’est pourquoi la flore apparaît comme une grande source d’inspiration dans les travaux de Lucienne Day.
Elle est initialement éduquée à la maison, puis fait son entrée à la Woodford School à l’âge de 9 ans. Par la suite, de 1929 à 1934, elle vit dans un pensionnat du couvent de Notre Dame de Sion, dans la ville de Worthing.
À l’âge de 17 ans, Lucienne Day étudie les arts au Croydon School of Art. Durant ses études, elle a largement déployé sa recherche et son exploration dans le domaine des arts, ce qui lui a été très utile plus tard pour son parcours académique. Grâce à ses acquis, son admission au Royal College of Art en 1937 marque le début d’une période durant laquelle elle développe sa passion pour les textiles imprimés.
Durant sa dernière année d’étude au Royal College of Art, Lucienne Day fait la rencontre de Robin Day, qui deviendra plus tard son mari en 1942. Tous les deux partagent une passion absolue et démontrent un profond dévouement pour le design moderne. Grâce à cette union, Lucienne et Robin Day ont pu consolider leur position de designer durant leurs carrières respectives.
Après leur mariage, le couple s’installe dans un appartement à Markham Square, dans le quartier londonien de Chelsea. Les tissus imprimés de Lucienne Day et les meubles artisanaux de Robin Day ont servi comme du mobilier d’aménagement pour leur habitation.
En parallèle à son métier de designer, Lucienne Day pratique le métier d’enseignement durant la Seconde Guerre mondiale, mais décide ensuite de quitter cette profession en 1946.
Le «Festival of Britain» en 1951, une exposition d’art contemporain au Royaume-Uni, devient un événement marquant durant lequel Lucienne Day a recueilli du succès pour son travail, notamment sa pièce de textile imprimée intitulée Calyx.
En 1954, Lucienne Day donne naissance à sa première et unique enfant, Paula Day. Devenue mère, Lucienne Day refuse de se plier aux conventions sociales de son époque : elle ne veut aucunement sacrifier sa carrière de designer pour se consacrer uniquement à ses responsabilités de mère et de femme au foyer.
Lucienne Day est décédée le 30 janvier 2010.

## Carrière
Une fois diplômée du département des tissus imprimés du Royal College of Art de Londres en 1940, Lucienne commence sa carrière dans le design. Toutefois, son champ d’action est limitée par la Seconde Guerre mondiale et ses effets. Durant cette période, le gouvernement met en place des restrictions dans divers domaines, notamment dans celui du textile d'ameublement. Elle dirige donc son travail dans le monde de la mode, où les restrictions sont moins sévères. Bien que son objectif soit de travailler dans le tissu d'ameublement, elle crée ses premiers designs pour des tissus destinés à la confection de robes. Elle combine ses premières années en tant que designer avec le métier d'enseignante. Ses premières années sont difficiles, peu d'entreprises sont prêtes à la rencontrer et beaucoup lui demandent de modifier ses designs, ce qu'elle refuse de faire. Stevenson & Son, un fabricant irlandais, est un de ses premiers clients plus ouvert à son travail. Elle travaille par la suite avec des entreprises comme J.H. Birtwistle, Silkella, Argand, Marks & Spencer ou encore Cavendish Textiles.
La fin de la guerre et la levée des diverses restrictions lui permettent de se concentrer sur le développement de sa carrière dans le textile d'ameublement. La fin de la guerre marque aussi la fin de plusieurs années sombres, et la recherche d'un renouveau dans le monde du design. Le gouvernement britannique lance à cette époque une initiative visant à stimuler la production industrielle du pays et de ses designers. Pour ce faire, une valorisation du statut des designers et de leur formation est mise en place. C'est ainsi que les débuts de Lucienne en tant que designer coïncident avec le développement et la reconnaissance du design comme profession. Aux côtés de son mari, Robin Day, elle promeut et incarne cette image du nouveau designer professionnel.
Pour ses premiers designs de textiles d'ameublement industrialisés, Lucienne s'inspire de la tendance accordée au chintz floral. Contrairement à ses premiers designs pour l'industrie de la robe, jugés progressistes, ces derniers le sont moins. Ces premiers designs sont plus timides, Lucienne restreint sa créativité, elle cherche à répondre aux attentes et aux goûts plus traditionnels du public. Par la suite, elle démontre un style plus moderne, confiant et fluide, la démarquant comme designer indépendante prisée. Au cours de sa carrière, son talent lui permet de recevoir différents prix.  

### Le Festival britannique et son design Calyx

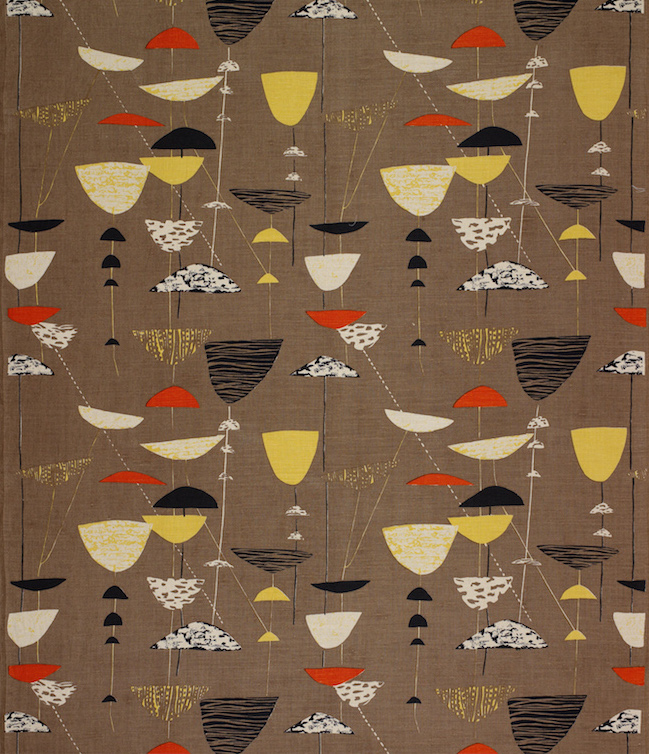
Calyx screen-printed furnishing fabric, Lucienne Day, Heal’s Wholesale & Export, 1951

En 1951, Robin Day, son mari, est chargé de designer les sièges pour la nouvelle salle de concert, le Royal Festival Hall ainsi que l'aménagement du pavillon Homes et celui du pavillon Gardens dans le cadre du Festival britannique. Afin de mettre en valeur son aménagement du salon et de la salle à manger et ses meubles modernes pour ces deux pavillons, Robin a besoin de tapisserie et de tissu d'ameublement. C'est Lucienne qui se charge de créer un design pour les besoins de Robin. Cette exposition au Festival britannique offre à Lucienne l'opportunité de mettre en avant son travail de designer. Elle réutilise un de ses designs, Provence, dans une des pièces pour mettre en avant un intérieur abordable à tous. Dans le salon et la salle à manger, Robin met en avant un style plus coûteux. Pour complémenter ce style, Lucienne créée un nouveau design, Calyx. Réalisant l'importance de cette opportunité, Lucienne fait le choix d'un design audacieux, en laissant parler sa créativité et en se détachant des attentes du marché. Lucienne puise son inspiration dans des formes botaniques abstraites où elle combine des couleurs acides à des couleurs plus organiques. Tout au long de sa carrière, les plantes sont une de ses sources d'inspiration significatives. Calyx est un collage de différentes pièces peintes collées sur du papier qui fait référence à l'assemblage sculptural des différents peintres surréalistes que Lucienne admire. Lucienne admet s'être inspirée et rendre hommage à différents artistes comme Paul Klee et Joan Miró à travers ce design. Calyx marque la naissance d'une nouvelle esthétique radicale qui capture l'essence du Festival et souligne l'optimisme général de l'après-guerre. Calyx offre un impact positif sur l'art moderne grâce à ses caractéristiques et son originalité. Cette création marque un tournant dans sa carrière, Calyx devient un des designs les plus vendus et imités à travers toute la Grande-Bretagne. Pour le festival, elle expose d'autres designs comme les tapisseries Stella et Diabolo.
Grâce à ses créations, Lucienne Day remporte plusieurs récompenses, Calyx lui permet de recevoir la  médaille d'or à la Triennale de Milan en 1951. Un an plus tard, en 1952, elle est récompensée par l'Institut Américain des décorateurs avec le prix du design international toujours pour son design Calyx. C'est d'ailleurs la première fois qu'un Britannique remporte ce prix.

## Évolution de son travail et de ses designs

### Évolution stylistique

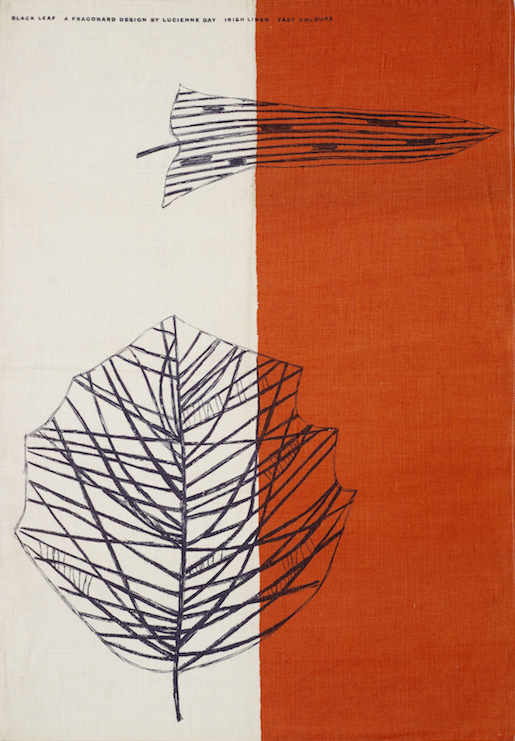
Black Leaf tea towel, Lucienne Day, Thomas Somerset & Co, 1959.

Au fil de la décennie, Lucienne Day montre une remarquable adaptabilité. Ses créations, initialement imprégnées de rythmes énergétiques et d'un style graphique distinctif, évoluent pour refléter les nouvelles tendances artistiques de l'époque, comme l'expressionnisme abstrait et l'engouement architectural pour les fenêtres panoramiques.

### Collaboration fructueuse avec Heal Fabrics
Tom Worthington, le directeur général de Heal Fabrics, reconnait le talent exceptionnel de Lucienne et la charge de concevoir jusqu'à six nouveaux tissus d'ameublement chaque année. 
Sur une période de 25 ans, cette collaboration aboutit à la création de plus de soixante-dix designs uniques pour Heal's. Ces œuvres, dont les incontournables "Dandelion Clocks", "Spectators", et "Graphica", incarnent l'audace et l'optimisme caractéristiques de l'ère d'après-guerre.

### Exploration de couleurs vives et de formes simples
Les années 1960 marquent une nouvelle phase dans la carrière de Lucienne. Elle adopte des couleurs plus vibrantes et des formes d'expression plus épurées. Ses motifs floraux, tels que "High Noon", "Pennycress" et "Poinsettia", sont emblématiques de l'époque du "Flower Power" des années 1970. 
Parallèlement, elle crée une série de motifs géométriques saisissants, tels qu'"Apex", "Causeway" et "Sunrise", qui évoquent les principes de l'Op Art.

### Diversification des collaborations

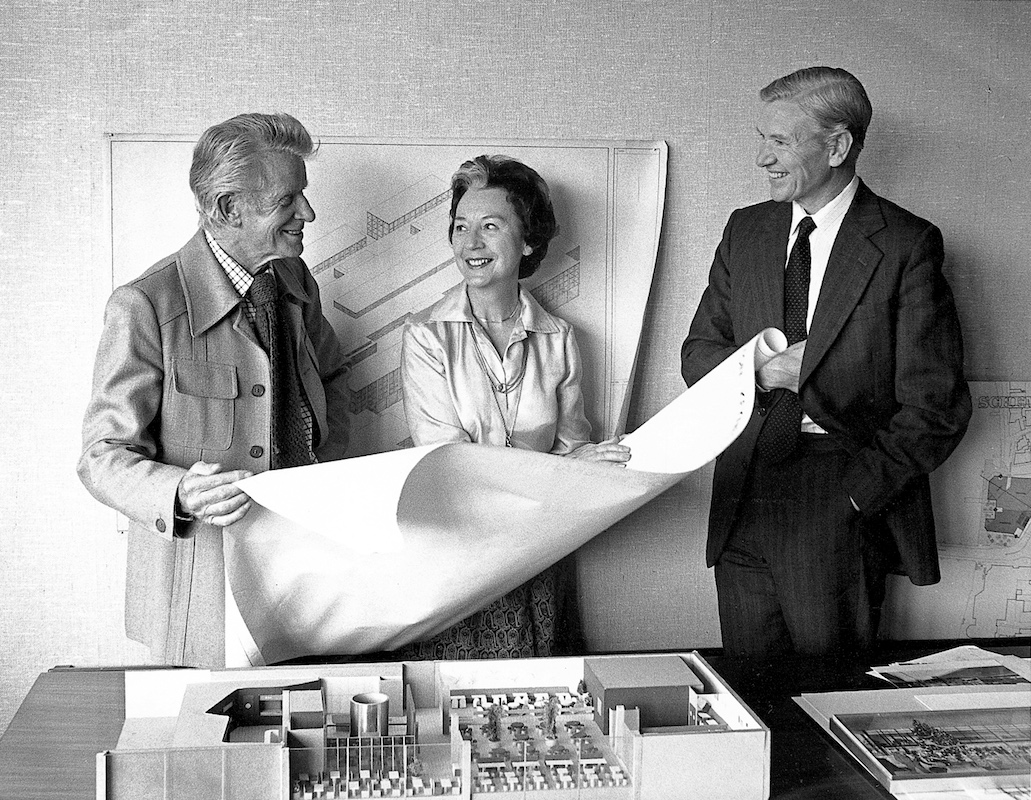
Robin and Lucienne Day with Harry Legg from John Lewis Partnership, 1979 by The Robin and Lucienne Day Foundation - Photographer : Trevor Fry

Bien que Heal Fabrics soit son principal client, Lucienne Day travaille également avec d'autres entreprises de renom, notamment Liberty's, British Celanese (en). Ses créations pour ces sociétés apportent une dimension unique à leur offre, témoignant de sa capacité à se fondre dans divers univers créatifs.

### Une designer pluridisciplinaire - Papiers peints, mosaïque de soie et céramique
Lucienne Day étend son influence au-delà des textiles. Elle conçoit des papiers peints qui sont largement acclamés. Elle élargit ainsi son impact sur le monde du design d'intérieur, mais aussi dans le monde européen grâce à sa collaboration avec l'entreprise allemande de papiers peints : Rash. Ce qui lui offre un nouveau panel de clients, mais aussi de public, ses papiers peints sont à ce moment promus dans le cadre de leur gamme d'artistes internationaux. Imprimés en seulement une ou deux couleurs avec une palette délibérément restreinte, ses designs de papiers peints sont plus discrets. Ils sont aussi plus en retrait que ses textiles, avec des motifs plus petits et des compositions plus simples destinés à plaire au plus grand nombre.

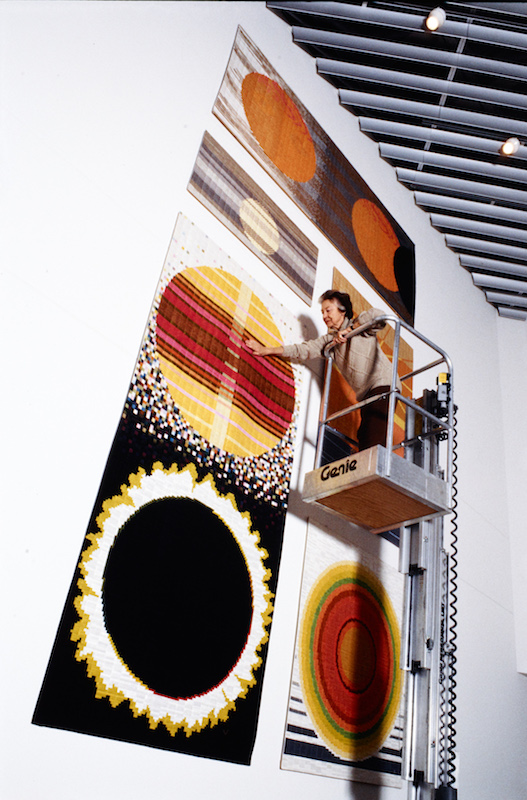
Aspects of the Sun silk mosaic, Lucienne Day, 1990 by The Robin and Lucienne Day Foundation

Bien que le format de la mosaïque de soie soit plus contraignant que ses motifs textiles précédents, Lucienne  accueille avec enthousiasme ce défi de travailler dans cette discipline. La mosaïque de soie est réalisée grâce à des carrés et bandes de soie colorée d'un centimètre. Lucienne utilise une technique inspirée du patchwork traditionnel. Elle aborde l'architecture de manière plus directe et plus ambitieuse qu'auparavant. Cela se traduit par des commandes spécifiques pour des aménagements intérieurs, comme "Aspects of the Sun", une grande pièce composite créée en 1990 pour le nouveau magasin John Lewis à Kingston. Initialement conçu pour un café, "Aspects of the Sun" a été réinstallé dans une autre partie du bâtiment en septembre 2016.
Sa collaboration avec la société allemande Rosenthal dans le domaine de la céramique témoigne également de son talent polyvalent.

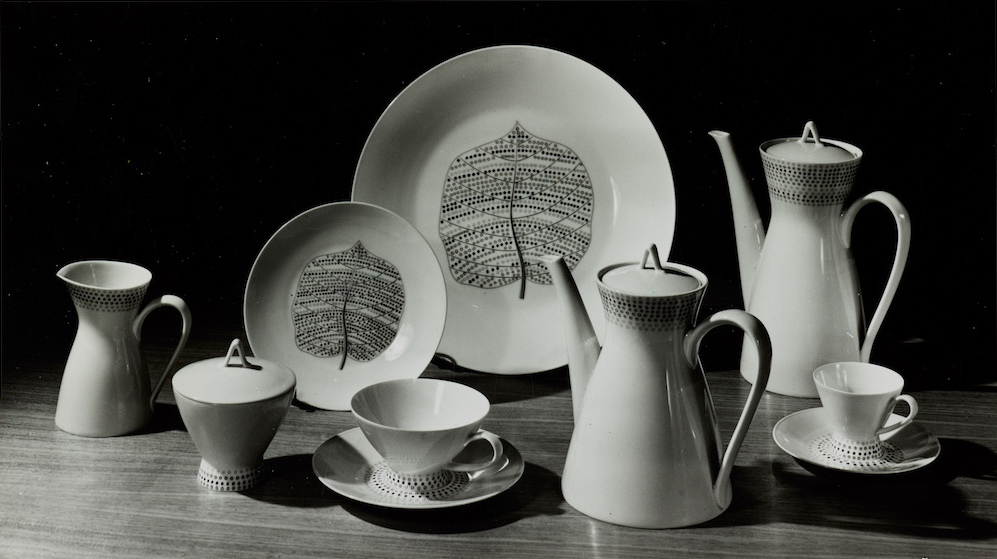
Bond Street porcelain plates, pattern designed by Lucienne Day, Rosenthal, 1957

## Influence
Les premiers textiles de Lucienne Day sont inspirés de peintures abstraites et de son goût pour l'art moderne. 
D'une manière générale, après la Seconde Guerre mondiale, les motifs floraux ont perdu en popularité, même en étant une sorte de tradition anglaise. Cependant, Lucienne Day perpétue cette tradition en continuant de créer des textiles organiques fondés et inspirés en fonction de différents aspects de la nature, notamment les plantes, ou encore d'autres éléments dérivés de celle-ci, tels que des feuilles ou les branches des arbres.
Au fil du temps, elle se dirige et se rapproche vers la technique du patchwork, celle-ci est caractérisée par la superposition de petits carrés et de rectangles cousus ensemble. Pour ses créations, elle se rapproche progressivement d'une structure géométrique de plus en plus rigide se traduisant par la représentation de cercles, de carrés, et de rayures.

## Héritage
Lucienne Day prend sa retraite officielle en 2000, mais son héritage perdure. Elle continue à exercer son talent en créant des mosaïques murales uniques en soie, qui sont exposées dans des galeries et dans des musées à travers le monde.
Elle décède à l'âge de 93 ans, en 2010, laissant derrière elle, un héritage impressionnant qui continue d'inspirer les designers et les passionnés de design de textile à ce jour.
Le travail de Lucienne Day dans les années 1950 et 1960 a joué un rôle majeur dans l'évolution du design textile et industriel de l'époque. Ses créations audacieuses et innovantes ont contribué à façonner une esthétique moderne tout en capturant l'esprit d'une époque en constante évolution après avoir subi l'impact d'une guerre effroyable.
On peut retrouver le travail et les créations de Lucienne Day dans de nombreuses collections publiques et des exhibitions, mais les principales sont notamment la Whitworth Art Gallery, à Université de Manchester et le Victoria and Albert Museum à Londres.
De plus, la fondation, The Robin and Lucienne Day Foundation, a été créée par leur fille Paula Day en l'honneur de Lucienne et de son mari Robin Day. On y retrouve des publications et des informations au sujet de ces derniers et de leur travail. La fondation s'occupe de gérer les designs de la famille Day.

## External Links
- Robin And Lucienne Day Foundation - Images of their work
- Victoria and Albert Museum - Lucienne Day, An Introduction
- Design Museum - Profile, Timeline, Further Reading, In the Museum Collection and Shop related products